# Belmont (Missisipi)
Belmont – miasto w Stanach Zjednoczonych, w stanie Missisipi, w hrabstwie Tishomingo.